# Slag bij Dokkum (1418)
De Slag bij Dokkum is een veldslag in de Grote Friese Oorlog. De slag was het gevolg van de Geallieerde aanval op de Schieringers in Dokkum, die de stad gebruikten als uitvalbasis om Geallieerde schepen op zee te bestoken. De gevechten vonden plaats bij de stad Dokkum en Ezumazijl.

## Aanleiding
Door de nederlaag in de Slag bij Okswerderzijl waren de Schieringers ernstig verzwakt geraakt. De Roomse koning Sigismund had weliswaar steun toegezegd, maar stuurde geen militaire hulp. Een gedeelte van het leger van Keno II tom Brok was na de slag in de Ommelanden achtergebleven en van daaruit richting Westerlauwers Friesland vertrokken, waar het in Achtkarspelen aan het plunderen en roven was geslagen. De Schieringers konden hier geen volwaardig leger tegenover stellen en in deze fase van de oorlog beperkten zij zich tot piraterij op zee. Waar mogelijk probeerden zij de Geallieerden dwars te zitten, o.a. door de Victualiënbroeders in te schakelen. De stad Dokkum fungeerde daarbij als uitvalsbasis. Omdat de Geallieerden zoveel hinder ondervonden van deze piraterij stuurden zij hun krijgsheer Fokko Ukena met een leger erop af.

## De Slag
In 1418 gaat een Geallieerd leger onder leiding van Fokko Ukena op weg naar Dokkum, en onderweg plundert het alles wat zij tegenkomen. Als het leger bij Dokkum arriveert valt de versterkte stad zonder veel moeite in hun handen. Al na enkele schermutselingen geven de Schieringer verdedigers zich over en hebben de aanvallers de stad overmeesterd. Dokkum wordt door hun gebrandschat en militair onschadelijk gemaakt, want een gedeelte van de stadsmuur wordt geslecht.
Het grootste deel van de bewapende Schieringers houden zich echter op bij de stins van Ezumazijl en de strijd verplaatst zich daarheen. Hier gaat het veel heftiger toe dan bij Dokkum. Bijna denken de aanvallers aan opgeven, maar uiteindelijk breekt de verdediging en kunnen zij de vesting innemen.

## Gevolgen
Vergeleken met de Slag bij Okswerderzijl vielen bij deze gevechten minder slachtoffers, maar had de uitslag wel grote gevolgen. Door de Schieringers op eigen bodem te verslaan hadden de Geallieerden hun een gevoelige tik uitgedeeld. Het Schieringer verzet leek gebroken en waren zij rijp om vrede te sluiten met de overwinnaars. Om een einde te maken aan de plunderingen betaalden zij een schatting van enkele duizenden Frankische schilden. Daarna keerde het Geallieerde leger terug naar Oosterlauwers Friesland.